# Municipio de Big Bend (condado de Mountrail)
El municipio de Big Bend (en inglés: Big Bend Township) es un municipio ubicado en el condado de Mountrail en el estado estadounidense de Dakota del Norte. En el año 2010 tenía una población de 33 habitantes y una densidad poblacional de 0,35 personas por km².

## Geografía
El municipio de Big Bend se encuentra ubicado en las coordenadas 47°53′2″N 102°35′1″O / 47.88389, -102.58361. Según la Oficina del Censo de los Estados Unidos, el municipio tiene una superficie total de 94.63 km², de la cual 81,38 km² corresponden a tierra firme y (14 %) 13.25 km² es agua.

## Demografía
Según el censo de 2010, había 33 personas residiendo en el municipio de Big Bend. La densidad de población era de 0,35 hab./km². De los 33 habitantes, el municipio de Big Bend estaba compuesto por el 100 % blancos. Del total de la población el 0 % eran hispanos o latinos de cualquier raza.